# Nam Xóa
Nam Xoá (chữ Hán giản thể:南岔县âm Hán Việt: Nam Xoá huyện) là một quận thuộc địa cấp thị Y Xuân, tỉnh Hắc Long Giang, Cộng hòa Nhân dân Trung Hoa. Quận này có diện tích 3088 km², dân số 140.000 người. Mã số bưu chính của Nam Xóa là 153100. Quận Nam Xoá được chia thành các đơn vị hành chính gồm 7 nhai đạo, 2 trấn và 1 hương.
- Nhai đạo biện sự xứ: Đông Thăng, Liên Hợp, Kiến Quốc, Dân Chủ, Tây Thủy, Ngô Đồng.
- Trấn: Thần Minh, Hao Lương.
- Hương: Nghinh Xuân.